# Bandera Conde de Fenosa
La Bandera Conde de Fenosa es una regata anual de traineras que se ha venido celebrando de forma intermitente en Galicia a partir del año 1979.
Nació como una continuación de la Copa de S. E. El Generalísimo que se celebraba en honor de Francisco Franco entre 1948 y 1976 en el mes de agosto en La Coruña. Estaba organizada por Educación y Descanso, la estructura de cultura y deportes de la organización sindical franquista.

## Palmarés
| Edición | Año  | Sede        | Campeón     |
| ------- | ---- | ----------- | ----------- |
| I       | 1979 | La Coruña   | Pedreña     |
| II      | 1980 | --          | Portugalete |
| III     | 1981 | --          | Pedreña     |
| IV      | 1982 | Moaña       | Meira       |
| V       | 1983 | --          | --          |
| VI      | 1984 | Moaña       | Meira       |
| VII     | 1985 | --          | Meira       |
| VIII    | 1986 | Moaña       | Orio        |
| IX      | 1987 | Villagarcía | Meira       |
| X       | 1988 | Moaña       | Tirán       |
| XI      | 1989 | Moaña       | Meira       |
| XII     | 1990 | --          | --          |
| XIII    | 1991 | --          | Meira       |
| XIV     | 1992 | --          | Meira       |
| XV      | 1993 | --          | Meira       |
| XVI     | 1994 | --          | Meira       |
| XVII    | 1995 | --          | Tirán       |
| XVIII   | 1996 | --          | Tirán       |
| XIX     | 1997 | --          | Tirán       |
| XX      | 1998 | --          | Tirán       |
| XXI     | 1999 | --          | Perillo     |
| XXII    | 2000 | --          | Tirán       |
| XXIII   | 2001 | Moaña       | Tirán       |
| XXIV    | 2002 | Ferrol      | Mecos       |
| XXV     | 2003 | La Coruña   | Meira       |
| XXVI    | 2004 | Meira       | Meira       |